# Ingvar Elén
Ingvar John Adolf Elén, född 28 juni 1915 i Stockholm, död 1973, var en svensk konstnär.
Han var son till hovmästaren John Elén och Helga Stålhammar samt från 1947 gift med Kirsten Middelboe.  
Elén studerade vid Konsthögskolan 1933-1937 och tilldelades där Jenny Lind stipendiet 1943-1944, som gav honom möjlighet att under akademitiden genomföra studieresor till bland annat Danmark och Norge. Efter studierna vid Konsthögskolan vistades han i Paris 1938-1939. Separat ställde han ut på Konstnärshuset i Stockholm 1949 och på Konstgalleriet i Borås 1951. Han medverkade i Liljevalchs Bumerangen och i utställningar med Svenska konstnärernas förening. Hans konst består av stilleben, stadsbilder, interiörer och landskap från Frankrike och Italien i olja, tempera och akvarell.  